# Carlo Mazzoni (scrittore)

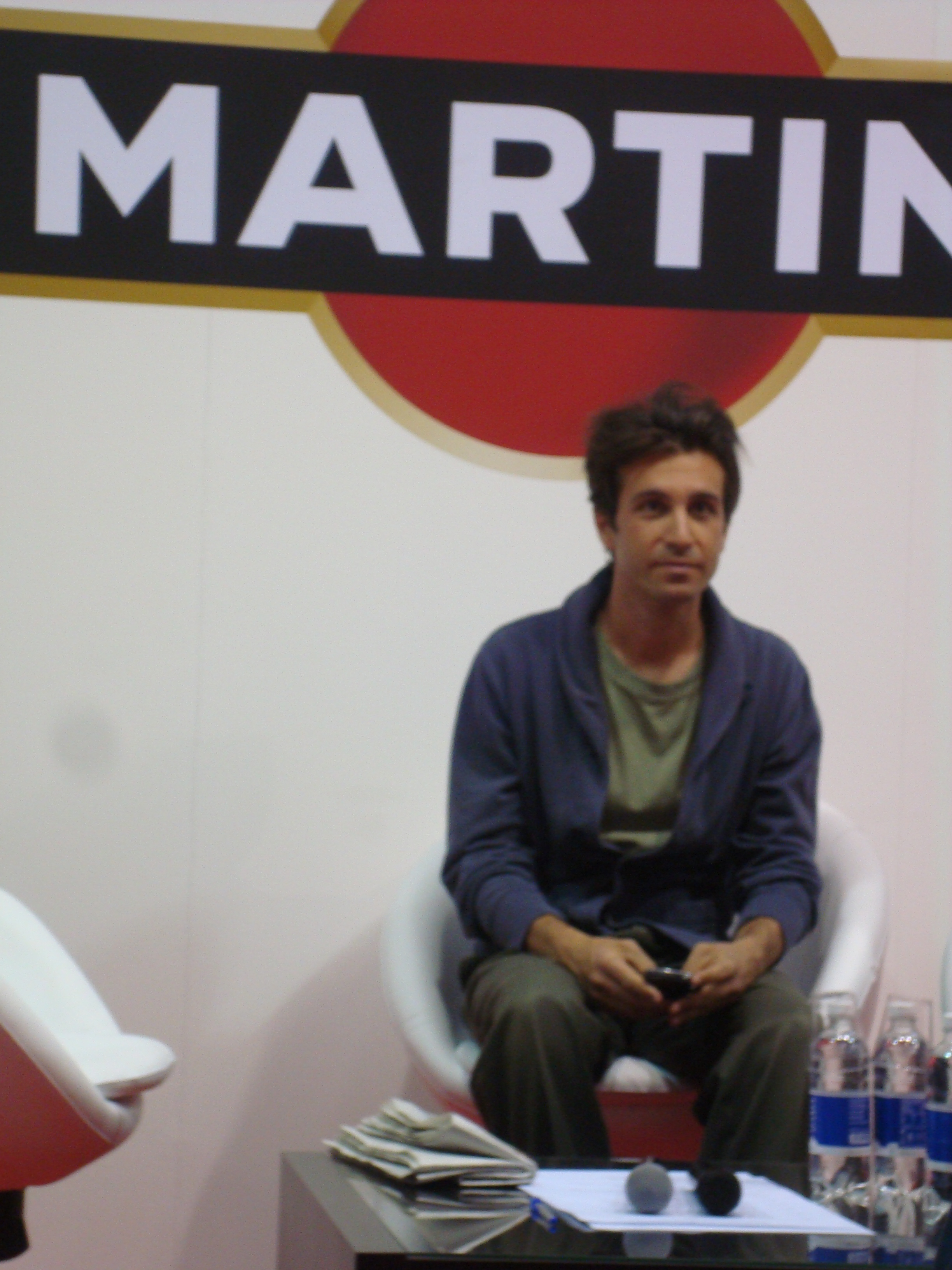
Al Salone Internazionale del Libro di Torino 2011

(Carlo Mazzoni, Due amici)
Carlo Mazzoni (Milano, 9 luglio 1979) è uno scrittore italiano.

## Biografia

### Vita
Carlo Mazzoni è nato e cresciuto a Milano. Mazzoni si è diplomato al liceo scientifico "Leonardo da Vinci" di Milano e al Conservatorio di Alessandria. Intenzionato a scrivere professionalmente, nel 2002 pubblica i primi articoli su Vogue Italia e Dove. Nel 2003 si laurea presso la facoltà di Medicina e Chirurgia dell'Università Statale di Milano. All'età di dieci anni, a Mazzoni viene diagnosticato il diabete mellito. Il rigore imposto dalla cura della malattia avrà un peso importante nella formazione del suo carattere: questo argomento sarà centrale nella stesura del suo romanzo Due amici. È nipote della sceneggiatrice Roberta Mazzoni.

### Carriera
Nel 2007 pubblica con Salani I Postromantici, il suo romanzo d'esordio. Il romanzo ottiene attenzione dalla critica e dal pubblico, per una vena provocatoria imputata di ingenuità. I suoi racconti appaiono su Nuovi Argomenti. Si ampliano le sue collaborazioni con giornali italiani. Nel 2009, I Postromantici viene pubblicato in edizione tascabile da TEA, con l'aggiunta di un sottotitolo: I Postromantici, stagione 1. Il sottotitolo vuole in primo luogo specificare una vicinanza al linguaggio delle serie televisive americane, in secondo luogo annunciare l'uscita del sequel. Nel 2009 infatti esce Il disordine sempre con Salani, secondo romanzo di Mazzoni e prosieguo del primo. Il disordine riscuote meno attenzione del precedente ma rivela una maggiore sicurezza nella tecnica di narrazione. Ad aprile del 2009, Mazzoni viene selezionato dalla redazione del Corriere della Sera per il Manifesto Culturale di Milano, in riconoscimento allo sforzo di un impegno culturale trasversale e poliedrico. Mazzoni è l'unico esponente di età inferiore ai trent'anni.
A luglio del 2009, viene chiamato a introdurre gli Stati Generali di Expo 2015. al Teatro Dal Verme di Milano.
A maggio del 2011 esce il terzo romanzo di Mazzoni, dal titolo Due amici. Il libro è pubblicato dalla casa editrice Fandango, e presentato al Salone internazionale del libro di Torino. Il romanzo, incentrato tra il confronto caratteriale di due amici che crescono insieme, riporta una matrice precisamente biografica. 
Contemporaneamente esce il video Estate che vede l'autore leggere e interpretare un estratto del primo capitolo del romanzo: una ricerca sperimentale di sound e scrittura che subito suscita critiche e approvazioni.
Da settembre 2012 a settembre 2014, è Editor in Chief de L'Officiel Italia, l'edizione italiana del giornale di moda francese L'Officiel.
Da dicembre 2015 è il direttore di Lampoon Magazine.

## Scritti
- Carlo Mazzoni, I Postromantici, Salani, 2007, ISBN 978-88-8451-842-2
- Carlo Mazzoni, I Postromantici - stagione 1, Tea, 2009, ISBN 978-88-502-1915-5
- Carlo Mazzoni, Il disordine, Salani, 2009, ISBN 978-88-625-6047-4
- Carlo Mazzoni, Due amici, Fandango, 2011, ISBN 978-88-6044-207-9
- Carlo Mazzoni, The Glam Culture, Mondadori Electa, 2013, ISBN 978-88-370-9665-6
- AA.VV, Nuovi Argomenti, Notte Post, Mondadori, Aprile-Giugno 2008, 44, 92-96, ISBN 978-88-04-58109-3
- AA.VV, Nuovi Argomenti, I verbi si declinano al noi, Mondadori, Ottobre-Dicembre 2008, 44, 113-120, ISBN 978-88-04-58112-3
- AA.VV, A Beautiful Set, Leonardo International, 2008, ISBN 978-88-88828-79-4
- AA.VV, Meglio qui che in riunione, Rizzoli, 2009, ISBN 978-88-17-03694-8
- AA.VV, Double Life, Mondadori Electa, 2010 ISBN 978-88-3707-528-6